# Lesní úvraťová železnice Tanečník–Beskyd
Lesní úvraťová železnice Tanečník – Beskyd (LÚŽ, slovensky Lesná úvraťová železnica) je součást bývalé KOLŽ (Kysucko-oravská lesní železnice) v úseku Sedlo-Beskyd – Tanečník. LÚŽ je pod správou Oravského muzea.

## Historie

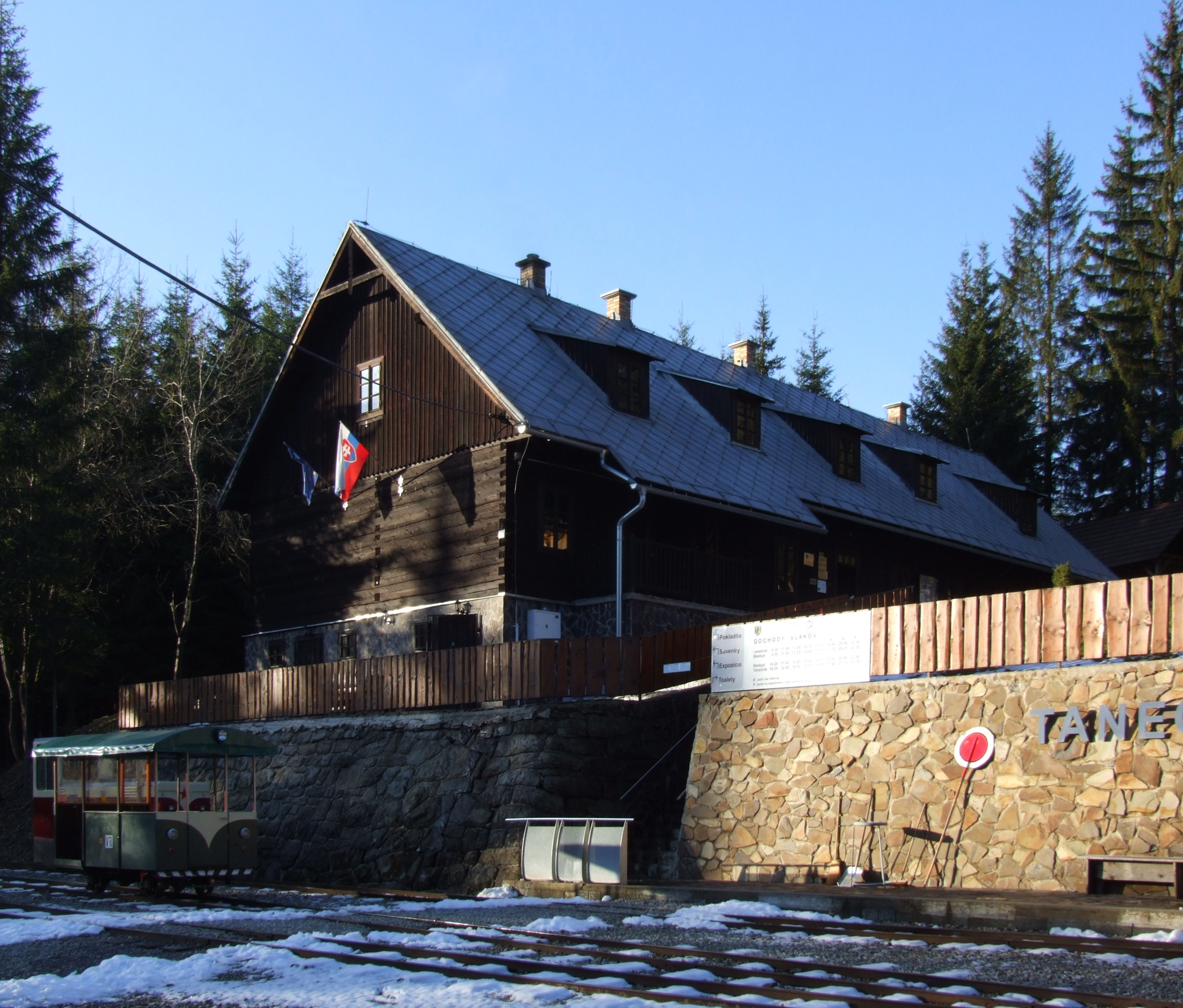
Stanice Tanečník - pokladna a malé múzeum

LÚŽ vznikla v roce 2005 z důvodů generální opravy úseku Sedlo-Beskyd – Tanečník pro pravidelný muzejní provoz. Předtím na oravské části trati probíhaly udržovací práce za pomoci dobrovolníků. Po mnoha letech ignorování trati ze strany Oravského muzea se rozhodlo, že i „oravský“ úsek trati by měl sloužit pro muzejní provoz.

### Dnešní stav
Nyní (rok 2008) je sjízdný celý úsek Sedlo-Beskyd – Tanečník i parní lokomotivou.
LÚŽ společně s Oravským muzeem plánovalo na rok 2008 zahájení provozu.
V úseku Sedlo-Beskyd – Chmúra se v nejbližších letech plánuje provoz drezín, tak by mohl vzniknout pozoruhodný způsob cestování mezi Kysucemi (HLÚŽ) a Oravou (LÚŽ):
- Vychylovka, Kubátkovia – Chmúra 1.úvrať (parní lokomotiva/diesel)
- Chmúra 1. úvrať – Sedlo-Beskyd (drezína)
- Sedlo-Beskyd – Tanečník (parní lokomotiva/diesel)

## Vozidla

### Depo Tanečník

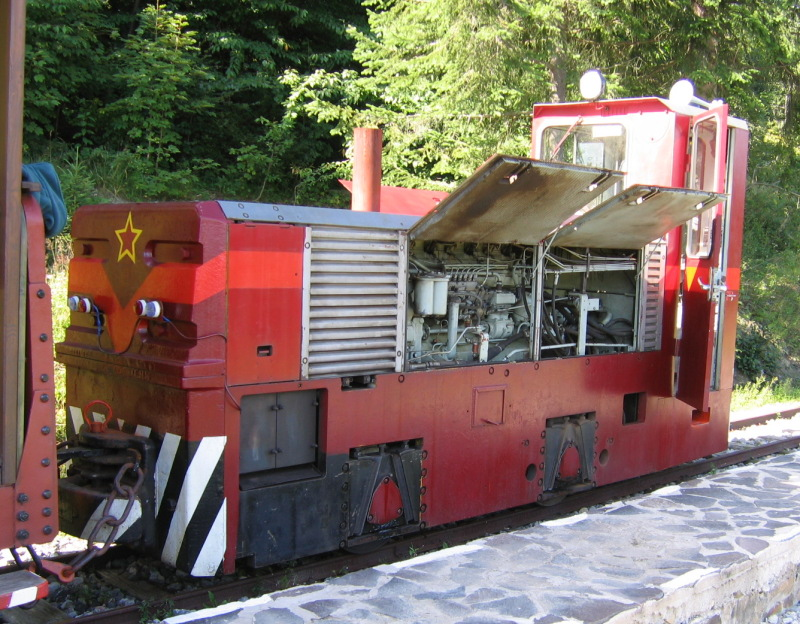
Dieselová lokomotiva DH 100

- Dieselová lokomotiva DH 100 – provozní
- Parní lokomotiva Henschel 20615 (1926) – neprovozní

### Vychylovka
(Možno využít pro provoz i na LÚŽ)
- Parní lokomotiva MAV 2282 (1909) – provozní exponát
- Parní lokomotiva Kraus Maffei 15791 (1940) – neprovozní exponát
- Parní lokomotiva ČKD 2612 (1948) – neprovozní exponát
- Parní lokomotiva ČKD 1441 (1928) – provozní exponát (záložní pro HLÚŽ)